# Don Laz
Don Laz, född 17 maj 1929 i Chicago, död 21 februari 1996 i Champaign i Illinois, var en amerikansk friidrottare.
Laz blev olympisk silvermedaljör i stavhopp vid sommarspelen 1952 i Helsingfors.